# Шевцов, Виктор Михайлович
Виктор Михайлович Шевцов (15 июля 1940, Михайловская, Краснодарский край — 8 мая 2012, Краснодар) — советский и российский учёный в области генетики, селекции и семеноводства зерновых культур, академик ВАСХНИЛ (1990).

## Биография
Родился в ст. Михайловская Курганинского района Краснодарского края. Окончил Кубанский СХИ (1962, агрономический факультет, с отличием).
В 1962—1997 работал в Краснодарском НИИ сельского хозяйства: научный сотрудник отдела селекции (1962—1973), зав. лабораторией селекции ячменя (1973—1983), зав. отделом селекции ячменя (1983—1997).
В 1997—2002 селекционер по ячменю международного центра ИКАРДА.
В 2002—2006 главный научный сотрудник Краснодарского НИИ сельского хозяйства. С 2006 профессор Кубанского государственного аграрного университета.
Автор (соавтор) 26 районированных сортов озимого и ярового ячменя, овса. Получил 26 авторских свидетельств на изобретения.
Дети: две дочери, Анна Викторовна Шевцова (1971 г.р.) и Мария Викторовна Шевцова (1982 г.р.)

## Научные труды
- Вопросы селекции зерновых, зернобобовых культур и трав / Соавт.: Ю. А. Грунцев и др. — Краснодар, 1977. — 206 с. — (Сб. науч. тр. / Краснодар. НИИСХ им. П. П. Лукьяненко; Вып. 14).
- Рекомендации по системе ведения сельского хозяйства в Краснодарском крае / Соавт.: Н. Я. Голуб и др.; Краснодар. НИИСХ. — Краснодар, 1981. — 557 с.

## Награды и звания
Доктор с.-х. наук (1983), профессор (1986), академик РАСХН (1990).
Награждён орденами Ленина (1986), «Знак Почёта» (1981), Трудового Красного Знамени (1974), золотой медалью Н. И. Вавилова (1987), 5 медалями ВДНХ.
Заслуженный деятель науки Российской Федерации (1996), заслуженный деятель науки Республики Адыгея (2000). Лауреат Государственной премии РСФСР (1991), премии Ленинского комсомола (1973).